# Irène Némirovsky
Irène Némirovsky (Kiev, 11 febbraio 1903 – Auschwitz, 17 agosto 1942) è stata una scrittrice francese di origine ebraica, vittima dell'Olocausto.
Nata nell'impero russo, di religione ebraica convertitasi poi al cattolicesimo nel 1939, ha vissuto e lavorato in Francia. Arrestata dai nazisti, in quanto ebrea, Irène Némirovsky fu deportata nel luglio del 1942 ad Auschwitz, dove morì un mese più tardi di tifo. Il marito, Michel Epstein, si attivò per cercare di salvare la moglie inviando un telegramma il 13 luglio 1942 a Robert Esménard (il suo editore del momento) ed a André Sabatier presso Albin Michel, proprietario della casa editrice Grasset che pubblicò molte opere di Irene, per chiedere aiuto:
 "Irène partita oggi all'improvviso. Destinazione Pithiviers (Loiret). Spero che voi possiate intervenire urgenza stop Cerco invano telefonare"
.
Anche il marito morì nel novembre dello stesso anno ad Auschwitz. Dal 2005 la casa editrice Adelphi ha iniziato a pubblicare le sue opere.

## Biografia
Irène (in russo: Ирина Леонидовна Немировская, Irina Leonidovna Nemirovskaja) Némirovsky, nacque a Kiev, unica figlia di un ricco uomo d'affari e banchiere ebreo ucraino, Leonid Borisovič Némirovsky (1868-1932) e di Anna Margoulis, detta Fanny (1887-1989). Trascurata dalla madre, Irène venne allevata dalla sua governante francese, soprannominata Zezelle, con la quale strinse un profondo legame e destinata ad avere un ruolo significativo nella sua formazione. Il francese, di cui apprese i rudimenti dalla governante, sarebbe divenuto la lingua dominante di Irène, ancor più del russo. Imparerà poi sia il tedesco che l'inglese.
Nel 1913 la famiglia ottenne il permesso di trasferirsi a San Pietroburgo, che diventerà poi Pietrogrado. Nel gennaio del 1918 i soviet misero una taglia sulla testa del padre e, quindi, la famiglia fu costretta a scappare (si travestirono da contadini). Trascorse poi un anno in Finlandia ed un anno in Svezia.
Nel luglio del 1919 i Némirovsky si trasferirono in Francia dopo un avventuroso viaggio su di una nave. A Parigi, Irène Némirovsky andò a vivere in un quartiere chic nel XVI arrondissement. Una governante inglese si occupò della sua educazione. Superò l'esame di maturità nel 1919, nel 1921 si iscrisse alla facoltà di lettere della Sorbona. Conosceva sette lingue. Aveva iniziato a scrivere in francese sin dai 18 anni, nell'agosto del 1921, quando pubblicò il suo primo testo sul bisettimanale Fantasio.
Nel 1923, Némirovsky scrisse la sua prima novella: l'Enfant génial (ripubblicata con il nome di Un enfant prodige nel 1992), che sarà pubblicata nel 1927 e che rivela una sorprendente fantasia e maturità di scrittura per un'autrice ventenne che non aveva ancora terminato gli studi. Irène riprese quindi a studiare ottenendo nel 1924 la laurea in lettere alla Sorbona. Nel 1926, nel municipio del XVI arrondissement prima e poi alla sinagoga di Rue de Montevideo, Irène Némirovsky sposò Michel Epstein, un ingegnere russo emigrato, divenuto poi banchiere, da cui avrà due figlie: Denise nel 1929 ed Élisabeth nel 1937. Il contratto matrimoniale stipulato le permetterà di ottenere i diritti d'autore fin dalla pubblicazione delle sue opere. La famiglia Epstein si trasferì a Parigi, dove Irène scrisse dei dialoghi per Fantasio e pubblicò il suo primo romanzo Le malentendu.
Irène Némirovsky divenne celebre nel 1929 con il suo romanzo David Golder. Il suo editore Bernard Grasset la introdusse subito nei salotti e negli ambienti letterari francesi. Lì incontrò Paul Morand, che pubblicherà presso Gallimard quattro delle sue novelle con il titolo Films parlés. David Golder fu adattato nel 1930 per il teatro e il cinema (David Golder fu interpretato da Harry Baur). Ne Le Bal 1930 descrisse il passaggio difficile di un'adolescente all'età adulta. L'adattamento al cinema di Wilhelm Thiele rivelerà Danielle Darrieux. Di successo in successo, Irène Némirovsky diventò una promessa della letteratura, amica di Tristan Bernard e di Henri de Régnier.
Nel 1933 abbandonò la casa editrice Grasset per Albin Michel e cominciò a pubblicare alcune novelle sul Gringoire. Sebbene fosse una scrittrice francofona riconosciuta, membro totalmente integrato della società francese, il governo francese le rifiuterà la nazionalità, richiesta per la prima volta nel 1935. Si convertì al cattolicesimo il 2 febbraio 1939 nella cappella dell'Abbazia di Sainte-Marie a Paris, anche se la figlia Denise dice: Non parlerei di conversione, ma di "farsi battezzare cattolici". Scrisse poi per il settimanale di destra Candide, con il quale interromperà la collaborazione quando venne pubblicato il primo statuto degli ebrei, nell'ottobre del 1940, mentre Gringoire, divenuto apertamente antisemita, continuerà a pubblicarla, ma sotto pseudonimo.
Vittime delle leggi antisemite varate nell'ottobre del 1940 dal governo di Vichy, Michel Epstein non poté più continuare a lavorare in banca e a Irène Némirovsky fu proibito pubblicare. Dopo la primavera i coniugi Epstein si trasferirono a Issy-l'Évêque, nel Morvan, dove avevano messo al riparo nel settembre del 1939 le loro figlie. Némirovsky scrisse ancora diversi manoscritti. Fu considerata un'ebrea per la legge e dovette applicare la stella gialla sui suoi abiti. Le sue opere non furono più pubblicate. Solo l'editore Horace de Carbuccia, sfidando la censura, pubblicò le sue novelle fino al 1942. Il 13 luglio 1942 Irène fu arrestata dalla guardia nazionale francese. Michel Epstein mandò un telegramma il 13 luglio del 1942 a Robert Esménard e André Sabatier presso Albin Michel per chiedere aiuto:
(Jonathan Weiss, Irène Némirovsky biographie, p. 191)
Fu subito trasferita a Toulon-sur-Arroux, dove rimase imprigionata due notti. Il 15 luglio fu trasportata al campo d'internamento di Pithiviers. Némirovsky fu autorizzata a scrivere e spedì al marito una cartolina, in cui non si lamenta delle condizioni difficili. Fu deportata il giorno dopo a Auschwitz, dove venne trasferita nel Rivier (l'infermeria di Auschwitz in cui venivano confinati i prigionieri troppo ammalati per lavorare) dove muore di tifo il 17 agosto 1942. Suo marito (così come André Sabatier e Robert Esménard) intraprese numerosi procedimenti per farla liberare, ma fu arrestato a sua volta nell'ottobre del 1942, deportato ad Auschwitz assieme alla sorella e ucciso nelle camere a gas al suo arrivo, il 6 novembre 1942.
Le sue due figlie salvarono alcuni documenti e finirono sotto la tutela di Albin Michel e Robert Esmenard (che dirigevano la casa editrice) fino alla loro maggiore età. Denise conservò tali documenti in una valigia, la stessa in cui li aveva trovati e, per anni, non aprì neppure la valigia, forse per il rancore che nutriva nei confronti dei genitori che per salvarle le avevano affidate a un'amica francese, tale signora Dumas, di cui presero il cognome conservando il loro nome francese. Poi un giorno Denise aprì la valigia e vi scoprì un manoscritto della madre. Ne riconobbe la grafia, il colore azzurro dell'inchiostro preferito. Lo lesse, erano i primi due tomi di un'opera in cinque volumi che resterà incompiuta: "Suite francese". Tempo dopo Denise partecipò alla presentazione di un romanzo di una scrittrice francese. Le si avvicinò con in mano una copia del libro per chiederle un autografo. La scrittrice, come si usa per fare una dedica, le chiese: Come ti chiami?, "Denise Epstein", Curioso, hai il nome della più grande scrittrice francese del secolo. "Era mia madre - disse subito Denise - posseggo anche un suo manoscritto inedito". Fu chiamato l'editore, che decise di pubblicarlo senza neppure leggerlo e così Irène Némirovsky Epstein, scrittrice del tutto dimenticata, tornò a vivere riguadagnando un posto nella storia della letteratura francese del '900.

## Riscoperta di una scrittrice
Dopo l'arresto dei loro genitori durante la guerra, Élisabeth e Denise Epstein si nascosero grazie all'aiuto di alcuni amici di famiglia, portando con loro i manoscritti inediti della loro madre, fra i quali Suite francese. Si tratta dei due primi tomi di un romanzo incompiuto, che doveva contarne cinque, avendo come cornice l'esodo del giugno 1940 e l'occupazione tedesca della Francia. Venne pubblicato in Francia soltanto nel 2004 dalle Edizioni Denoël. Questo romanzo ricevette il Prix Renaudot a titolo postumo, facendo eccezione al regolamento del premio che prevede la premiazione di soli scrittori viventi. Le fu invece negato il Premio Goncourt per il fatto di non essere francese.
Le due figlie hanno conservato la memoria della loro madre, con diverse riedizioni. Nel 1992, sua figlia Élisabeth Gille, che ha diretto per le Edizioni Denoël la collezione Présence du futur, pubblica una biografia, Le Mirador.

## Cronologia

### 1868 - 1903 - La famiglia Némirovsky
Leon Némirovsky, padre di Irène, nasce nel 1868 a Elizavetgrad (oggi Kropyvnyc'kyj), città in cui si erano susseguiti diversi pogrom contro gli ebrei, fino al 1881. Il cognome Némirovsky proviene da Nemyriv, in russo Nemirov, cittadina ucraina che, durante il XVIII secolo, era un importante centro del movimento ebraico chassidico. La famiglia Némirovsky prospera nel commercio di cereali. Leon viaggia molto nelle province russe e ucraine, accumulando capitali che inizia a prestare e a far fruttare, fino a diventare un importante finanziere con una sua banca. Nel suo biglietto da visita scrive: "Némirovsky Leon, Presidente del Consiglio della Banca Commerciale di Voronež, Amministratore della Banca dell'Unione di Mosca, Membro del Consiglio della Banca Commerciale di Pietrogrado".
Quindi, nonostante siano ebrei, i Némirovsky scalano il dislivello che li separa dall'aristocrazia russa e si mettono direttamente sotto la protezione dello zar. Irène parla francese prima di conoscere il russo: è la lingua della tata cui è affidata. Come molti cosmopoliti (parola spregiativa, all'epoca), anche Irène è poliglotta: padroneggia il polacco, il finlandese, l'inglese, il basco e lo yiddish. La madre Fanny (Faïga, in ebraico) nasce a Odessa nel 1887. Nel 1903 - l'11 febbraio, nel quartiere yiddish, nel cuore di Kiev, nasce Irène. È una bambina infelice e solitaria, nonostante gli sforzi dei precettori. Come spesso accadeva nelle famiglie ricche, i genitori facevano vita separata frequentando assai poco i figli, fino all'adolescenza. In questo caso Fanny rifiutò sempre di confrontarsi con la ragazza, che rischiava di oscurare la sua avvenenza.
Le due donne si odiano, Irène lo dice ne "Il vino della solitudine", in "Jezabel", ma è forse ne "Il ballo" che, nel finale, si definisce con maggior chiarezza il rapporto tra le due donne: — Ah! ma pauvre fille... Elle la saisit dans ses bras. Comme elle collait contre ses perles le petit visage muet, elle ne le vit pas sourire. Elle dit: - Tu es une bonne fille, Antoinette... et l'une allait monter, et l'autre s'enfoncer dans l'ombre. Mais elles ne le savaient pas. Cependant Antoinette répéta doucement: - Ma pauvre maman... (Ah, mia povera figlia... La strinse tra le braccia. Il piccolo viso schiacciato contro le perle della sua collana, non la vide sorridere. Sei una buona figlia Antoniette... mentre una stava per spiccare il volo, l'altra sprofondava nell'ombra. Ma non lo sapevano. Eppure Antoniette ripeteva con dolcezza: - Povera mamma....) In quel sorriso malizioso, reso ancor più perfido dallo scherzo crudele appena andato a segno c'è tutta l'ambiguità della relazione tra Irène e la madre.

### 1914 - 1919 - La fuga dal regime sovietico
Anche il padre, un uomo d'affari dai natali incerti, grande viveur, che accumula e scialacqua fortune, isolato e lontano dai figli, dedito ai giochi, alla finanza e al casinò, divenne il modello dei caratteri maschili di molti romanzi della scrittrice: il David Golder dell'omonimo romanzo. Mr. Kampf de "Il ballo". Gli zii di Harry ne "I cani e i lupi". Mentre Irène è ancora piccola la famiglia viaggia molto: dall'Ucraina a Biarritz, Saint-Jean-de-Luz, Hendaye e la Costa Azzurra. Fanny occupa solitamente ville o grandi alberghi. La piccola viene confinata con la governante in qualche modesta pensioncina nei paraggi. Si usava così all'epoca. Nel 1914 i Némirovsky si installano in una vasta proprietà, situata in una strada tranquilla, circondato da giardini di limoni, nella zona alta della città di San Pietroburgo (sarà il modello della casa di Harry ne "Il ballo".
Nel 1917 muore la governante francese di Irene. La solitudine si intensifica, gli unici compagni sono i grandi scrittori russi che Irène cerca di imitare: Turgenev, Tolstoj, Čechov. Nel mese di ottobre del 1918, Leon subaffitta, da un ufficiale della Guardia imperiale, un appartamento a Mosca e vi trasferisce la famiglia. Irène - nella biblioteca di Des Esseintes - incontra Platone, "À rebours" di Huysmans, Maupassant e "Il ritratto di Dorian Gray" di Oscar Wilde, che resterà uno dei suoi libri preferiti. Nel mese di dicembre i Soviet prendono il potere. Tutti i beni dei privati devono essere confiscati, i Némirovsky fuggono in Finlandia. Solo Leon rientra clandestinamente in Russia per cercare di salvare parte delle sue fortune. Fuggono di nuovo: questa volta in Svezia, dove passano tre mesi a Stoccolma. Nel luglio del 1919, a causa di una tempesta, la nave che trasporta la famiglia Némirovsky, è costretta ad attraccare a Rouen. Da qui raggiungono Parigi dove si stabiliranno.

### Anni '20 - "Anni ruggenti"
Leon Némirovsky riesce a recuperare parte delle proprietà e apre un ufficio della sua banca a Parigi. Da questo momento il processo di assimilazione ha inizio e i profughi ebrei ucraini, si trasformano in alto borghesi parigini. Mai completamente e soprattutto mai irreversibilmente, sostiene Irène ne "I cani e i lupi": - "Che il tuo cadavere sia fatto a pezzi! Non avrai pace né riposo né una morte serena! Sia maledetta la tua discendenza! Siano maledetti i tuoi figli!" - "La smetta!" esclamò con durezza Harry. "Non siamo in un ghetto dell'Ucraina qui!". "Eppure è da lì che vieni, come me, come lei! Se sapessi quanto ti odio! Tu che ci guardi dall'alto in basso, che ci disprezzi, che non vuoi avere niente in comune con la marmaglia giudea! Lascia passare un po' di tempo! Presto ti confonderanno di nuovo con quell'ambiente! Tornerai a farne parte, tu che ne sei uscito, che hai creduto di liberartene!". Sono gli anni ruggenti: lusso, feste, viaggi a Biarritz e a Nizza all'Hôtel Négresco naturalmente. Rolls che scorrazzano su è giù per la costa azzurra. Principi spiantati che fanno di mestiere i gigolò e giovani ereditiere (come Irène) che mettono in ombra le madri quarantenni e si scatenano. Così scrive da Nizza: «Mi agito come una pazza, che vergogna! Non faccio altro che ballare. Ogni giorno, nei vari alberghi, ci sono dei galà molto chic, e poiché ho la fortuna di poter disporre di qualche gigolò, mi diverto moltissimo». Poi, di ritorno da quella città: «Non ho fatto la brava... tanto per cambiare... Il giorno prima della partenza, al nostro albergo, il Negresco, c'era una festa. Ho ballato e mi sono scatenata fino alle due del mattino; dopo sono andata a flirtare bevendo champagne ghiacciato in mezzo a una corrente d'aria fredda»

### 1926 - 1929 - I primi successi
Durante questo periodo, Irene continua i suoi studi di lettere, presso l'Università della Sorbona (dove si laurea con menzione d'onore) e invia i suoi "Piccoli racconti divertenti" alla rivista bimestrale Fantasio, che li pubblica e le paga 60 franchi al pezzo. Scrive anche su Le Matin e su Les Oeuvres libres, dove pubblica la sua prima novella: "Le Malentendu". Ha diciotto anni.
Conosce Michel Epstein (Mikhail in russo): "un omino piccolo, e moro di carnagione scura", ingegnere diplomato a San Pietroburgo e - come suo padre - ebreo e banchiere. Nel 1925 inizia a scrivere "David Golder" a Biarritz. Nel febbraio del 1926 pubblica su Oeuvres libres, "L'Enfant génial", che poi prenderà il titolo di "Un Enfant prodige". Irène e Michel Epstein si sposano e vanno a vivere al numero 10 di via Constant-Coquelin. Nel 1929 Bernard Grasset riceve i manoscritti di "David Golder". Entusiasta, l'editore Bernard Grasset lesse in una notte il manoscritto, mise un annuncio sul giornale per rintracciarne l'anonimo autore. Ma la Némirovsky non poté recarsi subito all'incontro perché, il 9 novembre, stava dando alla luce la sua prima figlia Denise.
Quando finalmente Grasset si vide davanti Irène Némirovsky, sulle prime non volle credere che fosse stata quella giovane spigliata ed elegante, figlia dell'alta borghesia russa, rifugiatasi a Parigi dopo la rivoluzione, a scrivere una storia tanto audace, insieme crudele e brillante – un'opera in tutto e per tutto degna di un romanziere maturo". Pieno di ammirazione ma ancora dubbioso, l'editore la interrogò a lungo per assicurarsi che la Némirovsky non stesse facendo da prestanome a un qualche scrittore più noto, che voleva restare nell'ombra. Appena uscì, "David Golder" fu elogiato all'unanimità dalla critica, tanto che Irène Némirovsky divenne subito celebre e fu lodata da scrittori di diversa estrazione, come Joseph Kessel, un ebreo, e Robert Brasillach, un monarchico di estrema destra e antisemita. Brasillach elogiò in particolare la purezza della prosa di quella nuova arrivata nel mondo letterario parigino.
Il regista Julien Duvivier adatta "David Golder" per il teatro e quasi contemporaneamente esce la pellicola tratta dal libro: - La beffa della vita" (1931), regia di Julien Duvivier con Harry Baur nel ruolo del protagonista.

### 1930 - 1940 - Successi editoriali, la guerra e i nazisti in Francia
Finalmente è famosa e raccoglie i favori dei grandi dell'epoca: Morand, Drieu de La Rochelle, Cocteau, Brasillach e Kessel. La sua vita si divide tra la figlia Denise e personaggi del gran mondo, come Tristan Bernard, l'attrice Suzanne Devoyod o la principessa Obolensky con cui passa lunghi periodi alle terme per riprendersi dai suoi attacchi di asma.
Nel 1930 pubblica "Il ballo", adattato per il cinema nel 1931 da Wilhelm Thiele con una giovane e bellissima Danielle Darrieux, che qui debuttava. Scritto da Curt Siodmak, Ladislas Fodor and Henry Falk (dialoghi). Nel 1931 pubblica "Come le mosche d'autunno". Nel 1933, quando Hitler sale al potere, nel mese di gennaio, Irène dice alla sua infermiera: "Mia povera cara, entro poco saremo tutti morti". Pubblica L'affare Kurilov. Inizia la collaborazione con l'editore Albin Michel, pubblica anche Le Pion sur l'échiquier e Le Vin de solitude. La Revue de Paris pubblica Dimanche. Gringoire pubblica Les rivages hereux. Nel 1936 La Revue des Deux Mondes pubblica Liens du sang. Lo stesso anno esce Jezabel. Nel 1937 la rivista Gringoire pubblica Fraternité. Il 20 marzo nasce Élisabeth, la seconda figlia degli Epstein. Nel 1938, Candide pubblica La femme de Don Juan. Gli Epstein chiedono la cittadinanza francese, convinti che la Francia difenderà "gli ebrei e gli apolidi". Nel 1939 pubblica Deux.
Il primo settembre, alla vigilia della dichiarazione di guerra, la famiglia decide di non fuggire in Svizzera, come alcuni amici avevano suggerito. Tuttavia, Irène e Michel portano le bambine dalla governante, Cécile Michaud a Issy l'Evêque nel Saône-et-Loire. Irène rientra a Parigi, ma appena può va a trovare le figlie in provincia. A settembre tutta la famiglia si converte al cattolicesimo. Vengono battezzati da monsignor Ghika, vescovo appartenente alla famiglia reale rumena dei Ghika che morì nel 1954 a seguito delle torture subite nelle carceri comuniste. Gringoire pubblica Le Spectateur. Nel 1940 pubblica Le Sortilège. Nel mese di giugno, Irene, in vista della pubblicazione di Suite francese scrive a margine del manoscritto: "Dio Mio! Cosa mi fa questo paese? Mi rifiuta e - diciamolo francamente - perde ai miei occhi l'onore e la vita. E cosa fanno gli altri Paesi? Cadono gli imperi. Nulla importa. Osservandolo da un punto di vista mistico o personale, tutto è lo stesso. Manteniamo la testa a posto. Speriamo"
Candide pubblica M. Rose. Il 3 ottobre vengono promulgate le prime leggi razziali che definiscono lo status giuridico e sociale degli stranieri giudei in Francia. Perdono i diritti civili e vengono confinati in campi di concentramento o residenze coatte. L'editore collaborazionista Bernard Grasset rifiuta di pubblicare ulteriori scritti della Némirovsky. Il marito Michel Epstein non può più lavorare presso la "Banque des Pays du Nord". Pubblicazione di "Les chiens et les loups". La Revue des Deux Mondes pubblica "Aïno".

### 1941 - 1942 - Scrive i primi due capitoli diSuite francese, si ritira in provincia
1941 Irène e Michel abbandonano Parigi e si ritirano con le figlie, Denise e Élisabeth, di tredici e cinque anni, all'Hôtel des Voyageurs di Issy-l'Evêque. Vivono sotto lo stesso tetto con i soldati e gli ufficiali della Wehrmacht, acquartierati nell'albergo. Michel fa da interprete e ci gioca a biliardo. Come nella seconda parte di Suite francese la presenza di questi giovani uomini, a volte ragazzi, che sono lontani da casa e devono partire per la guerra sul fronte russo, ispira alla famiglia Epstein più compassione che rancore. Irène pubblica due articoli su Gringoire con lo pseudonimo di Pierre Nérey: il 20 marzo La Confidente e il 30 maggio L'Honnête homme. Il 2 giugno esce una nuova legge che prevede per gli ebrei francesi la deportazione nei campi di concentramento nazisti fuori dalla Francia. Quando vanno a iscriversi alle liste comunali, cercando di far valere i certificati di battesimo vengono obbligati a portare la stella gialla. Il 24 ottobre Irène pubblica "L'Ogresse" con lo pseudonimo di Charles Blancat.
Dopo un anno di albergo si trasferiscono in un appartamento in affitto. Irène non ha dubbi sull'esito tragico della sua vicenda personale. Legge, fa lunghe passeggiate. In quei giorni sta scrivendo Suite francese e fa dire a Maurice Michaud: «La certezza della mia libertà interiore, » disse lui dopo aver riflettuto «questo bene prezioso, inalterabile, e che dipende solo da me perdere o conservare. La convinzione che le passioni spinte al parossismo come capita ora finiscono poi per placarsi. Che "tutto ciò che ha un inizio avrà una fine". In poche parole, che le catastrofi passano e che bisogna cercare di non andarsene prima di loro, ecco tutto. Perciò, prima di tutto vivere: Primum vivere. Giorno per giorno. Resistere, attendere, sperare». In sintesi è il programma umano con cui Irène Némirovsky ha affrontato - con coraggio - fin l'ultimo brutale insulto che la storia le ha riservato. Senza però riuscire a sopravvivere alla catastrofe che l'ha travolta.
Alla fine della vita di Irène, ci troviamo in un paesaggio di tranquilla apocalisse, disabitato anche se apparentemente intatto, come dopo il passaggio di uno tsunami. Niente personaggi, ma una specie di organismo collettivo che reagisce a un'aggressione come un formicaio o un alveare: c'è una Parigi addormentata, in una calda giornata di giugno, un allarme, un bombardamento. Sempre da Suite francese, durante il bombardamento di Parigi: "Il sole, ancora tutto rosso, saliva in un cielo senza nuvole. Partì una cannonata così vicina a Parigi che tutti gli uccelli volarono via dalla sommità dei monumenti. Più in alto si libravano grandi uccelli neri, di solito invisibili, spiegavano al sole le ali di un rosa argenteo, poi venivano i bei piccioni grassi che tubavano e le rondini, i passeri che saltellavano tranquillamente nelle strade deserte. Su ogni pioppo dei lungosenna c'era un nugolo di uccelletti scuri che cantavano frenetici. Nelle profondità dei rifugi arrivò infine un segnale remoto, attutito dalla distanza, sorta di fanfara a tre toni: il cessato allarme" In questo bel paesaggio urbano, deserto di presenze umane, sembra naufragare la dolce Francia amata da Némirovsky. E, due anni dopo, la sua vita. 1941-1942 A Issy-l'Évêque, Irène scrive "La vie de Tchekhov" pubblicata postuma nel 1946 e "Les Feux de l'automne" pubblicato nel 1948.

### Gli ultimi giorni
L'11 luglio Irène lavora nel bosco a Issy-l'Evêque «in mezzo a un oceano di foglie morte, bagnate dalla tempesta della notte precedente, come se stessi seduta su una zattera con le gambe incrociate». «Sto scrivendo molto, immagino che saranno opere postume, però almeno mi fanno passare il tempo». Il 13 luglio arrivano i gendarmi per arrestarla. Michel cerca in tutti i modi di avere notizie dalla moglie, ma per quanto si adoperi non ottiene nulla. Si fa perfino firmare una lettera dai sottufficiali che aveva ospitato in casa: "Camerati! Abbiamo vissuto per qualche tempo con la famiglia Epstein e abbiamo avuto modo di conoscerla come una famiglia assai premurosa. Vi preghiamo pertanto di riservarle un trattamento adeguato. Heil Hitler!". Scrive lettere in cui ripudia l'origine ebraica e afferma "(Irène) è una donna che, pur essendo di origine ebraica, non ha – come dimostrano tutti i suoi libri – alcuna simpatia né per il giudaismo né per il regime bolscevico... mia moglie è diventata una rinomata scrittrice.
In nessuno dei suoi libri (che del resto non sono stati messi al bando dalle autorità d'occupazione) troverà una parola contro la Germania, e benché sia di razza ebraica mia moglie scrive degli ebrei senza alcuna simpatia. I nonni di mia moglie, così come i miei, erano di religione israelita; i nostri genitori non professavano alcuna religione; quanto a noi, siamo cattolici come le nostre bambine, che sono nate a Parigi e sono francesi". Riceverà solo le ultime due lettere da Irène, poi non avrà più sue notizie: "Giovedì mattina – luglio '42 – Pithiviers [scritta a matita e non obliterata] Mio amato, mie piccole adorate, credo che partiamo oggi. Coraggio e speranza. Siete nel mio cuore, miei diletti. Che Dio ci aiuti tutti". Il 17 luglio viene deportata a Auschwitz nel vagone numero 6. Viene assegnata al campo di Birkenau. Debilitata, la fanno passare al Revier («Infermeria», dove i malati venivano assistiti). 17 agosto: Irène Némirovsky muore a causa di un'epidemia di tifo.

## Antisemitismo
Le accuse di antisemitismo hanno perseguitato la Némirovsky scrittrice almeno quanto il nazismo ha perseguitato l'ebrea apolide che - nonostante tutti i tentativi di mascheramento - Irène è stata e sarà. Un grande numero di appartenenti all'ebraismo, presenti nei suoi romanzi, sono pesantemente caricaturali. Repellenti nell'aspetto e ripugnanti nella mentalità e nei sentimenti. Tra tutti spicca il carattere orribile di David Golder - eroe eponimo del romanzo - sia per i valori che persegue - i soldi per i soldi, senza un progetto di lungo periodo - sia per il fisico repellente e la mente dominata dal risentimento e dall'avidità senza scrupoli. Il libro, in Francia, è stato accusato di essere anti-bolscevico e antisemita. Anche se scrittori come Robert Brasillach, Paul Morand o Jean-Pierre Maxence lo hanno apprezzato e difeso. Quando fu criticata come scrittrice antisemita, Irène Némirovsky dichiarò candidamente: "Perché i francesi Israeliti si vogliono riconoscere in David Golder?".
La figlia Gille nell'"autobiografia" di sua madre - Iréne Némirovsky, precisa che la scrittrice era un rampollo della borghesia ebraica russificata di Kiev e San Pietroburgo. La sua famiglia era riuscita a fuggire in Francia al tempo della rivoluzione bolscevica, mantenendo gran parte delle proprie ricchezze. Questo fatto, unito alla cultura e alle buone frequentazioni sociali, le permetteva di avere rapporti amichevoli con aristocratici impoveriti da cui, in Russia, sarebbe stata rifiutata. Data questa collocazione sociale e il desiderio di entrare a pieno titolo a far parte dell'alta borghesia parigina, attraverso un processo di assimilazione - molto diffuso tra gli ebrei del tempo - i Némirovsky erano orgogliosi della propria distanza dall'ebreo tradizionalista (o semplicemente meno assimilato). Fatto sta che i libri della Némirovsky sono popolati di figure ebraiche - nel migliore dei casi ambigue - nel peggiore, che meriterebbero un posto nella nosografia ebraica dell'Ebreo che odia sé stesso di Theodor Lessing o Sander L. Gilman.
Nella "autobiografia" la figlia Élisabeth Gille immagina che sua madre, durante l'occupazione nazista, si penta dei propri ritratti al vetriolo di ebrei odiosi, in David Golder, e le fa dire: "Mi prende a volte una specie di vertigine, giacché mi pento di aver scritto quel libro. Mi chiedo se per condannare l'ambiente sociale da cui provenivo e che ho odiato così tanto, non abbia fornito ulteriori munizioni agli antisemiti. Temo di aver dato prova di leggerezza e di una volubilità suicida". D'altronde la stessa Némirovsky, in un'intervista (vera), rilasciata nel '35 ha detto: "Sono assolutamente certa che se Hitler fosse già stato al potere, avrei notevolmente ammorbidito David Golder. Ma penso che sarebbe stato sbagliato farlo, che sarebbe stata una debolezza indegna di un vero scrittore". Il critico Paul La Farge, nota: 'il "disagio" della Némirovsky nei confronti della sua stessa identità (ebraica) guasta il racconto della vita di David Golder'. E continua: David Golder abbonda di caricature che non sarebbe ingiusto definire antisemite: Simon ha "gli occhi assonnati e pesanti di un orientale" la moglie di Simon denti "lastricati d'oro, che brillavano stranamente nell'ombra." ha un "viso magro con un naso grande e duro, a forma di becco ... collocato in un modo strano, molto in alto." E così via. Némirovsky difese queste caratterizzazioni dichiarando di averle tratte dalla propria esperienza. La stampa ebraica ha reagito al romanzo con sgomento, dichiarando che, se non proprio antisemita, (la posizione di) Némirovsky, "non era molto ebraica".

## Mirador
Élisabeth Gille scrisse la biografia della madre Irène dopo i cinquant'anni. La scrisse in prima persona - come se a parlare fosse la madre stessa - morta a 39 anni lasciando un corpus di lettere tanto vasto quanto disordinato. Una decisione difficile: riprenderle in mano, leggerle (per molti anni erano rimaste chiuse in un baule trascinato qua e là dalle figlie) e collazionarle, trasformandole in un racconto coerente. Affrontare temi proibiti: Auschwitz, i rapporti con i nonni (la nonna Fanny in particolare), le origini ebraiche negate con un frettoloso quanto inutile battesimo. Quando uscì Mirador, fu accolto come un importante contributo alla conoscenza di una vita, quella di Irène, una scrittrice di talento e grazia, per quasi un trentennio dimenticata nel limbo della letteratura minore. Poco dopo Élisabeth Gille morì: sapeva di essere malata.
Il tono del libro, comico, acerbo, violento, che non dava spazio né alla compassione né alla lamentela stupì la critica. In fin dei conti era la vita della sua famiglia. Élisabeth si schermì sempre affermando di non essere una scrittrice: facendo così emergere il talento della madre. Nella scelta di usare la prima persona della madre per scrivere un'"autobiografia" c'è anche la volontà di nascondersi, lasciando la scena intera alla personalità letteraria della madre. Mirador ripercorre le tappe della carriera letteraria di Irène, puntualizzando le grandi accoglienze e il rapido oblio che ricevette dalla comunità di autori ed editori della Francia occupata, in parte costretti, in parte propensi, a una forma di asservimento all'invasore che - ad un certo punto, sotto la guida di Petain - prese la forma del collaborazionismo aperto: "Vi è un abisso fra la casta dei nostri attuali dirigenti e il resto della nazione. Gli altri francesi, avendo ben poco da perdere, hanno meno paura. Quando la vigliaccheria non soffoca più negli animi i buoni sentimenti, questi (patriottismo, amore per la libertà, ecc.) possono fiorire. Certo, negli ultimi tempi anche il popolo ha accumulato dei capitali, ma si tratta di denaro svalutato che è impossibile trasformare in beni reali, terre, gioielli, oro e così via... "Da qualche anno tutto quello che si fa in Francia nell'ambito di una certa classe sociale ha un solo movente: la paura. È stata la paura a provocare la guerra, la sconfitta e la pace attuale. Il francese di questa casta non odia nessuno; non nutre gelosia né ambizione delusa, né un vero desiderio di vendetta. Ha una fifa blu. Chi gli farà meno male (non nel futuro, non in senso astratto, ma subito e sotto forma di ceffoni e calci nel sedere)? I tedeschi? Gli inglesi? I russi? I tedeschi lo hanno sconfitto, ma la punizione è presto dimenticata e i tedeschi possono difenderlo".
Del resto la stessa Irène, commentando il successo di David Golder, che lei stessa definiva, senza falsa modestia, «un romanzetto», il 22 gennaio 1930 scriveva a un'amica: «Come puoi credere che possa dimenticare le mie vecchie amicizie a causa di un libro di cui ora si parla, ma che tra una quindicina di giorni sarà già finito nel dimenticatoio, come tutto a Parigi?». Più recentemente, Rosetta Loy nei suoi saggi, racconti e romanzi ha tracciato un quadro sociale dell'Italia dell'anteguerra simile a quello che Élisabeth Gille mette in scena attraverso la madre. Una borghesia colta ma ingenua, ben presto irresponsabile a furia di non leggere i segni premonitori. Ma anche un ambiente intellettuale di un'inerzia enorme. Sicuramente Irène Némirovsky tardò a rendersene conto, poiché, come ricorda Élisabeth, non seppe mostrarsi abbastanza attenta all'evoluzione di un Paul Morand, di un Jean Cocteau e, cosa in un certo senso ancora più grave, alle incoerenze ingenue o cieche di un Daniel Halévy e di un Emmanuel Berl. Élisabeth Gille dovette affrontare un altro tema che la metteva di fronte al suo ruolo di figlia: il rapporto tra Irène e sua madre Fanny.
- "Oltre a quelli già citati, ovvero l'esordio letterario, la fama e le sue illusioni, il giudaismo e la Shoah, c'era il tema fondamentale della maternità e della filiazione. I grandi libri di Irène Némirovsky pongono l'accento su una figura materna detestata. La nonna di Élisabeth, che si rifiutò di riconoscere le nipoti sopravvissute allorché la donna che le aveva salvate gliele riportò, era un personaggio odioso sul quale Irène Némirovsky si dilungò parecchio e che le ispirò la maggior parte dei suoi personaggi femminili futili, venali ed egoisti, in particolare in David Golder, nel Ballo o in Jezabel, in cui è l'unico tema. Mirador richiama in più punti quel conflitto ossessivo nel quale Élisabeth, senza dubbio, vede uno degli impulsi della carriera della scrittrice. Una scena importante del libro riunisce madre e figlia riflesse in uno specchio e concentra l'opposizione delle due donne che non si troveranno mai d'accordo"[35].
- "È stupefacente constatare come Irène Némirovsky descrivesse, nel cuore della bufera che l'avrebbe poi travolta, l'indifferenza stessa che l'aveva resa possibile. La morte alla quale anche lei sarebbe andata incontro era stata preannunciata al mondo da segni molto chiari che nessuno aveva voluto leggere o che pochissimi avevano saputo leggere. Probabilmente, nelle ultime pagine di queste “Memorie sognate”, Élisabeth ha attribuito alla madre una consapevolezza più grande di quella che Irène aveva avuto. Ma i testi di Irène Némirovsky portano qua e là il marchio del terrore"[12].

## Opere principali

### Suite francese
Suite francese è il titolo dei primi due "movimenti" di quello che avrebbe dovuto somigliare a un "Poema sinfonico" di Irène Némirovsky, composto da cinque parti, di cui solo le prime due sono state completate e pubblicate: Tempête en juin (Tempesta in giugno)- Dolce. Le altre: Captivité (Prigionia) - Batailles? (Battaglie) - La Paix? (La Pace) sono solo abbozzi.
È il romanzo della riscoperta della Némirovsky che, dopo circa cinquant'anni di oblio - grazie a Suite francese - viene ripubblicata in 38 lingue. La figlia maggiore, Denise, ha conservato il quaderno contenente il manoscritto di Suite française, assieme ad altri scritti della madre, per cinquant'anni senza guardarlo, pensando che fosse un diario, che sarebbe stato troppo doloroso da leggere. Alla fine del 1990, tuttavia, prende accordi per donare tutti gli scritti della Némirovsky ad un archivio francese. Dopo aver scoperto cosa contenevano i quaderni, Suite francese fu pubblicato in Francia nel 2004, e divenne presto un best seller. Da allora è stato tradotto in 38 lingue e dal 2008 ha venduto due milioni e mezzo di copie.
- La prima parte "Temporale di giugno" racconta l'esodo di massa dei francesi che, all'arrivo delle truppe naziste, si sono spostati con figli, vecchi, malati e intere case caricate su veicoli di fortuna, rimasti poi senza benzina e abbandonati lungo il cammino. In questo grande affresco corale si distinguono quattro gruppi familiari: la famiglia Péricand, molto ricca, imparentata con altre famiglie altoborghesi di provincia. La casa è gestita dalla madre, Charlotte "La signora Péricand apparteneva a quel tipo di borghesi che hanno fiducia nel popolo. «Non sono cattivi, basta saperli prendere» diceva con il tono indulgente e un po' sconsolato che avrebbe usato per parlare di una bestia in gabbia"[37]. Gabriel Corte scrittore, è un accademico di Francia, quindi fa parte dei quaranta "immortali", come sono chiamati i membri a vita di quel sublime consesso. Deve prepararsi a lasciare Parigi per rifugiarsi a Vichy, con la sua amante, Florence. La famiglia Michaud formata da una coppia piccolo-borghese: Maurice e Jeanne Michaud che lavorano presso la Banca del signor Corbin.  Charlie Langelet, sessantenne, benestante, vecchio scapolo la cui grande passione è una collezione di porcellane. Si annovera tra gli "happy few". È molto snob, evita l'eccessiva vicinanza del prossimo, per cui prova un generico disprezzo.
- Il secondo pezzo, "Dolce", è ambientato in una piccola città della campagna francese, Bussy (nella periferia ad est di Parigi), nei primi mesi, stranamente tranquilli, dell'occupazione tedesca. Qui vivono due donne: la vedova Angellier e Lucile sua nuora. Un ufficiale tedesco, Bruno von Falk, viene acquartierato in casa Angellier. Tra il giovane ufficiale ventiquattrenne e la sconsolata Lucile, scocca una scintilla di comprensione che presto diventa amore. I due non osano però incontrarsi e parlarsi. La suocera tiranneggia Lucile e la costringe a nascondersi, fino a che, un giorno che rientra inaspettata, coglie i due in atteggiamento affettuoso, coinvolti dalla dolcezza della musica suonata dall'ufficiale sul pianoforte di famiglia. È troppo: la vecchia si ritira nelle proprie stanze e dichiara di non volerne uscire più. Bruno mormora "Finalmente, sarà il paradiso"[37]. Lucile non ha ceduto ma, tutto intorno a lei, il paese ha finito per accogliere i soldati tedeschi come uomini, dimenticando che sono nemici - "Da lungo tempo il paese mancava di uomini, cosicché perfino questi, gli invasori, parevano al posto giusto. Loro lo intuivano e si crogiolavano beatamente al sole; vedendoli, le madri dei prigionieri e dei soldati uccisi in guerra invocavano sottovoce su di loro la maledizione del Cielo, ma le ragazze se li mangiavano con gli occhi... Nel cortile della scuola che hanno occupato prendono i pasti a torso e gambe nudi, solo con una specie di cache-sexe! Nella classe delle grandi che dà proprio su quel cortile siamo costretti a tenere le imposte chiuse per evitare che le bambine vedano..."[37].

Il 12 giugno 1942, pochi giorni prima del suo arresto, dubita di avere il tempo necessario a concludere la grande opera intrapresa. Ha il presentimento che le resti poco da vivere, ma continua a redigere i suoi appunti, parallelamente alla stesura del libro. 

### David Golder
È il primo romanzo della Némirovsky: quello che le valse l'applauso di tutta la critica francese, una pesante accusa di antisemitismo e i commenti indignati della stampa ebraica. Venne pubblicato nel 1929 da Grasset, quando Irène aveva 26 anni. L'editore dubita che sia lei l'autrice e la interroga lungamente perché sospetta che stia coprendo uno scrittore famoso che vuole restare anonimo.
Il romanzo inizia con una conversazione tra Golder e il suo amico Simon Marcus, con il quale è in società da 26 anni. Assieme hanno fondato la ditta Golder & Marcus, "Golmar", con sedi a New York, Londra, Parigi e Berlino. Marcus ha fatto un investimento rischioso e ha perso. Ha tentato di imbrogliare Golder che però, comprando le informazioni dal segretario particolare di Marcus, lo ha scoperto e, anticipando le sue mosse, l'ha messo al tappeto. Ora Marcus chiede aiuto al vecchio amico ma, dopo l'ultimo diniego di Golder, se ne va. Quella notte stessa si suiciderà in un bordello, con grande scorno della moglie, cui non lascia nulla. Golder è malato ed ha frequenti attacchi di angina pectoris da cui si riprende a fatica. Il medico suggerisce alla moglie di avvertirlo che non potrà più affaticarsi. Ma Gloria - che lo vede solo come "una macchina per fare soldi - lo rassicura falsamente e lo incita a continuare, e a riprendere gli affari. Quando la figlia gli confessa di essersi venduta a un vecchio ebreo ricco e orribile, che vuole sposarla. Golder si ribella all'idea di cedere la sua proprietà a quello che per lui altro non è che un concorrente. In un soprassalto di vitalità decide di accettare la proposta del partner d'affari, il protestante Tübingen. Golder lascia Parigi e inizia un'estenuante trattativa con i sovietici, che lo porterà a Mosca e infine sul Mar Nero, dove muore tra le braccia di un ragazzo ebreo, povero e sconosciuto, di cui "osservava con sordo e doloroso piacere i movimenti delle mani, delle spalle... quei fremiti incessanti di tutto il corpo, quella voce impaziente, che mangiava le parole, quella smania di vita, quella giovane forza nervosa...".

### I doni della vita
"Les Biens de ce monde" è la saga degli Hardelot, cartai a Saint Elme, piccola città nel Nord della Francia. La storia inizia nel 1900. Gli Hardelot sono padroni della città. Il capofamiglia è il nonno, inflessibile e dispotico: quando il nipote Pierre decide di sposarsi con Agnès, che proviene da una famiglia della borghesia più minuta, l'intero paese è in subbuglio. Pierre ha scelto Agnes per amore, rompendo il fidanzamento con Simone, sua pari, erede di una cospicua fortuna su cui da tempo gli Hardelot avevano messo gli occhi. Adesso - per il nonno - Pierre è morto: espulso dalla fabbrica, bandito da Saint Elme, sua moglie Agnès non potrà mai varcare la soglia del "castello degli Hardelot". Poco male, perché nel 1914, l'intera città sarà distrutta dal passaggio dei soldati tedeschi.
È stato pubblicato postumo, nel 1947, dall'amico editore Albin Michel. Uno dei pochi a non aver voltato le spalle a Irène, durante gli anni più bui del collaborazionismo in Francia. A Issy-l'Évêque, fra il 1941 e 1942 Irène Némirovsky, che come il marito porta la stella gialla, scrive "La vie de Tchekhov" e "Les feux de l'automne", che sarà pubblicato solo nella primavera del 1957, e pone mano a un'impresa ambiziosa, Suite française, che non riuscirà a portare a termine. Nel frattempo scrive anche I doni della vita: duecento pagine che costituiscono una sorta di antefatto al romanzo corale Suite francese.

### I cani e i lupi
I cani e i lupi viene pubblicato nel 1940 con il titolo francese Les chiens et les loups a Parigi ed è l'ultimo libro scritto da Irène Némirovsky. È stato ripubblicato in Germania nel 2007 dopo la riscoperta di Suite francese (2004). I cani e i lupi è la storia di Ada Sinner, nata all'inizio del XX secolo in Ucraina, in un ghetto ebraico, prima dello scoppio della prima guerra mondiale. Emigrata a Parigi viene nuovamente espulsa dalla Francia a causa delle malefatte del marito Ben.
Come la maggior parte dei romanzi di Irène Némirovsky, I Cani e lupi (1940) non è estraneo al vissuto personale della scrittrice. Racconta la storia di tre esuli sconsolati Ben, Harry e Ada. Il peso della società e l'ineluttabilità del destino sono al centro della narrazione, che evoca l'amore folle di due giovani ebrei uniti da un lontano ricordo.
A Parigi Ada e Harry si innamorano, Ben riesce a farsi affidare dagli zii gli affari della finanziaria. Sempre in viaggio come i suoi antenati, allarga a dismisura gli interessi della banca, facendosi coinvolgere in affari internazionali che finiscono per travolgerlo. L'unica possibilità di salvare gli affari della banca e il buon nome di Harry - che sarebbe coinvolto nel fallimento degli zii - è far intervenire la famiglia della moglie. Che accetta, a patto che Ada e Ben spariscano e Harry rientri nei ranghi.
Nel breve finale, Ben si è stabilito in Sud America, Ada trova un visto per un piccolo paese dell'Europa orientale, che è devastato dalla guerra civile e dagli scioperi. In un hotel, assistita da uno studente in medicina e da una levatrice improvvisata, Ada partorisce il figlio di Harry. Finalmente sente di poter dire "noi" - "la pittura, il bambino, il coraggio. Con questo si può vivere più che bene", disse Ada.

### Il ballo
Poco più che una novella (83 pagine) è considerata da molti critici un racconto perfetto. Fortemente autobiografico, racconta la storia di una giovane ragazza, Antoniette Kampf, che vive con i suoi genitori in un lussuoso appartamento di Parigi. Non è sempre stato così, il padre - che fa parte di quella galleria di personaggi ebraici per cui la Némirovsky è stata accusata di essere un'ebrea che odia se stessa - ha dovuto lavorare sodo per accumulare una fortuna. La sua determinazione e mancanza di scrupoli lo ha portato al successo. La ragazzina ha quattordici anni. Non è più una bambina ma non è ancora un'adolescente. Ha un rapporto difficile con la madre, Rosine, che a sua volta ha avuto un passato piuttosto burrascoso, e - come il marito - è altrettanto determinata a farsi accettare dall'alta società parigina. A questo scopo invitano tutta la "gente che conta" ad un grande ballo che si terrà nella loro nuova casa, in occasione di una ricorrenza. Spendono liberamente per procurare ai propri ospiti cibi raffinati, champagne, un'orchestra per la musica della serata. Si prevede un ballo in grande stile. La figlia è entusiasta per la prospettiva, tuttavia, la madre non ha alcuna intenzione di lasciarla andare al ballo, anzi, le toglie anche la sua stanza - che verrà adibita a guardaroba - e la confina nello sgabuzzino. Vengono stampati e inviati (dovrebbe portarli proprio Antoniette), centinaia di inviti, che la ragazzina getta nella Senna, vendicandosi in questo modo del tradimento della madre, degli intrighi della governante Betty e della rudezza del padre. Tutti gli inviti finiscono in acqua, tranne uno: quello della sua maestra di pianoforte - vecchia parente - che invitata direttamente dalla madre, sarà l'unica a presentarsi la sera del ballo. L'effetto drammatico si ha nello sconcerto dei due padroni di casa che, non potendo indagare sulle ragioni di questa diserzione in massa, da parte di persone di cui non conoscono riti e costumi, finiscono per litigare duramente tra loro rivelandosi i reali sentimenti reciproci.

## Opere in italiano
Sono state inserite soltanto le opere conosciute pubblicate in italiano, per un elenco completo delle opere originali si rimanda alla consultazione della pagina wikipedia in lingua francese ed anche ai siti utilizzati come fonti.

### Romanzi
- Il malinteso (Le Malentendu, 1926)  
 trad. Marina Di Leo, Adelphi, 2010 
 trad. Marco Rinaldi, Newton Compton, 2013
- La nemica (L'Ennemie, 1928)  pubblicato nel 1928 su una rivista letteraria con lo pseudonimo Pierre Nerey (ottenuto dall'anagramma di Irene: Nerey)
 trad. Monica Capuani, Elliot, 2013 
 trad. Cinzia Bigliosi, Astoria, 2013 
 trad. Maurizio Ferrara, Passigli, 2015
- David Golder (David Golder, 1929)  
 trad. Elena Piccolo, come Davide Golder, Giuseppe Carabba, 1932 
 trad. Margherita Belardetti, Feltrinelli, 1992; poi Adelphi, 2006 
 trad. Alessandra Maestrini, Newton Compton, 2013 
 trad. Barbara Gambaccini, Edizioni Clandestine, 2017
- Il ballo (Le Bal, 1930)  
 trad. Margherita Belardetti, Feltrinelli, 1989; poi Adelphi, 2005 e BUR, 2016 
 trad. Alessandra Di Lernia, Newton Compton, 2013 
 trad. Massimo De Pascale, EIR, 2014 
 trad. Annarita Tranfici, Montecovello, 2015 
 trad. Alessandro Fini, Fermento, 2015 
 trad. Lanfranco Binni, Garzanti, 2016 
 trad. Stefania Ricciardi, Mondadori, 2017
- Come le mosche d'autunno (Les Mouches d'automne, 1931)  
 trad. Leonella Prato Caruso, come Le mosche d'autunno, Feltrinelli, 1989 
 trad. Graziella Cillario, Adelphi, 2007 
 trad. Alessandra di Lernia, Newton Compton, 2013 
 trad. Lanfranco Binni, Garzanti, 2017
- L'affare Kurilov (L'Affaire Courilof, 1933)  
 trad. Lila Jahn, come L'affare Curilof, Genio, 1934 
 trad. Marina Di Leo, Adelphi, 2009
- Una pedina sulla scacchiera (Le Pion sur l'échiquier, 1934)  
 trad. Marina Di Leo, Adelphi, 2013 
 trad. Maurizio Mei, come La pedina sullo scacchiere, EIR, 2013 
 trad. Maurizio Ferrara, come La pedina sulla scacchiera, Passigli, 2016 
 trad. Fausta Cataldi Villari, come La pedina sulla scacchiera, Newton Compton, 2016 
 trad. Antonia Dedda, Theoria, 2017 e Foschi, 2017
- Il vino della solitudine (Le Vin de solitude, 1935)  
 trad. Fernanda Guzzoni, Elios, 1947 
 trad. Laura Frausin Guarino, Adelphi, 2011 
 trad. Luisa Collodi, Newton Compton, 2013
- Jezabel (Jézabel, 1936)  
 trad. Laura Frausin Guarino, Adelphi, 2007 
 trad. Alessandra Maestrini, Newton Compton, 2013 
 trad. Lanfranco Binni, Garzanti, 2014
- La preda (La Proie, 1938)  
 trad. Laura Frausin Guarino, Adelphi, 2012 
 trad. Maurizio Mei, EIR, 2013 
 trad. Marco Rinaldi, Newton Compton, 2013
- Due (Deux, 1939)  
 trad. Laura Frausin Guarino, Adelphi, 2010 e BUR, 2016 
 trad. Tiziana Merani, Newton Compton, 2013 
 trad. Sara Amedei, Fermento, 2016 
 trad. Gabriella Mezzanotte, Mondadori, 2017
- Il signore delle anime (Les Échelles du Levant, 1939; poi Le Maître des âmes, post. 2005)  
 trad. Marina Di Leo, Adelphi, 2011 
 trad. Alessandra Maestrini, Newton Compton, 2013
- I cani e i lupi (Les Chiens et les Loups, 1940)  
 trad. Marina Di Leo, Adelphi, 2008 
 trad. Luisa Collodi, Newton Compton, 2013 
 trad. Grazia Lettegri, Fermento, 2016
- I doni della vita (Les Biens de ce monde, post. 1947, scritto 1940)  
 trad. Laura Frausin Guarino, Adelphi, 2009 
 trad. Alberto Gabrieli, come I beni di questo mondo, EIR, 2013; poi Theoria, 2019 
 trad. Marisa Ferrarini, Newton Compton, 2013 
 trad. Adriana Latour, Fermento, 2015 
 trad. Lanfranco Binni, Garzanti, 2015
- Il calore del sangue (Chaleur du sang, post. 2007, scritto 1941)  
 trad. Alessandra Berello, Adelphi, 2008 
 trad. Marco Rinaldi, Newton Compton, 2013 
 trad. Elisabetta Pellini, Edizioni Clandestine, 2018
- I falò dell'autunno (Les Feux de l'automne, post. 1957, scritto 1941-1942)  
 trad. Laura Frausin Guarino, Adelphi, 2012 
 trad. Alessandra Mulas, come I fuochi dell'autunno, Newton Compton, 2013 
 trad. Barbara Gambaccini, Edizioni Clandestine, 2016
- Suite francese (Suite française, post. 2004, incompiuto)  
 trad. Laura Frausin Guarino, Adelphi, 2005 e BUR, 2016 
 trad. Fausta Cataldi Villari, Newton Compton, 2013 
 trad. A. Pavia, EIR, 2014 
 trad. Lanfranco Binni, Garzanti, 2014 
 trad. Cinzia Bigliosi, Feltrinelli, 2014 
 trad. Loredana Zagaglini, Fermento, 2015 
 trad. Gabriella Mezzanotte, Mondadori, 2016 
 trad. C. Alberti, Foschi, 2017

### Racconti
- Nonoche dalla chiaroveggente (Nonoche chez l'extra-lucide, 1921)  
 trad. Maurizio Mei, EIR, 2013; poi Theoria, 2018 
 trad. Loretta Santini, Elliot, 2017
- Nonoche al Louvre (Nonoche au Louvre, post. 2012, scritto 1921)  
 trad. Maurizio Mei, EIR, 2013; poi Theoria, 2018 
 trad. Loretta Santini, Elliot, 2017 
 trad. Alessandro Mola, Garzanti, 2021
- Nonoche in vacanza (Nonoche au vert, post. 2012, scritto 1921)  
 trad. Maurizio Mei, EIR, 2013; poi Theoria, 2018 
 trad. Loretta Santini, Elliot, 2017
- Nonoche al cinema (Nonoche au ciné, post. 2012, scritto 1921)  
 trad. Maurizio Mei, EIR, 2013; poi Theoria, 2018 
 trad. Loretta Santini, Elliot, 2017
- La Njanja (La Niania, 1924)  
 trad. Maurizio Mei, EIR, 2013; poi Theoria, 2018 
 trad. Maurizio Ferrara, come La Niania, Passigli, 2014
- Un bambino prodigio (L'Enfant génial, 1927; poi Un Enfant prodige, post. 1992)  
 trad. Vanna Lucattini Vogelmann, Giuntina, 1995 
 trad. Maurizio Ferrara, come Il bambino prodigio, Passigli, 2014
- La sinfonia di Parigi (La Symphonie de Paris, post. 2011, scritto 1931)  
 trad. Ilaria Piperno, Elliot, 2012 
 trad. Alessandro Mola, Garzanti, 2021
- Natale (Noël, post. 2011, scritto 1931)  
 trad. Ilaria Piperno, Elliot, 2012 
 trad. Alessandro Mola, come Natale a Parigi, Garzanti, 2021
- Carnevale a Nizza (Carnaval de Nice, post. 2011, scritto 1931)  
 trad. Ilaria Piperno, Elliot, 2012 
 trad. Alessandro Mola, Garzanti, 2021
- Film parlato (Film parlé, 1931)  
 trad. Marina Di Leo, Adelphi, 2013 
 trad. Monica Capuani, Elliot, 2013 
 trad. Massimo De Pascale, EIR, 2013; poi Theoria, 2018
- La commedia borghese (La Comédie bourgeoise, 1932)  
 trad. Monica Capuani, Elliot, 2013 
 trad. Massimo De Pascale, EIR, 2013; poi Theoria, 2018 
 trad. Simona Mambrini, Adelphi, 2014 
 trad. Maurizio Ferrara, Passigli, 2018
- Un pranzo in settembre (Un Déjeuner en Septembre, 1933)  
 trad. Maurizio Ferrara e Gennaro Lauro, Passigli, 2013 
 trad. Antonio Castronuovo, come Un pranzo a settembre, Stampa Alternativa, 2013 
 trad. Maurizio Mei, EIR, 2013; poi Theoria, 2018
- Natività (Nativité, 1933)  
 trad. Maurizio Ferrara e Gennaro Lauro, Passigli, 2013 
 trad. Antonio Castronuovo, Stampa Alternativa, 2013 
 trad. Maurizio Mei, EIR, 2013; poi Theoria, 2018
- Eco (Écho, 1934)  
 trad. Marina Di Leo, Adelphi, 2013 
 trad. Maurizio Ferrara e Gennaro Lauro, Passigli, 2013 
 trad. Maurizio Mei, EIR, 2013; poi Theoria, 2018
- Le sponde felici (Les Rivages heureux, 1934)  
 trad. Maurizio Ferrara e Gennaro Lauro, Passigli, 2013 
 trad. Maurizio Mei, come Rive felici, EIR, 2013; poi Theoria, 2018 
 trad. Stefania Ricciardi, Mondadori, 2017
- I fumi del vino (Les Fumées du vin, 1934)  
 trad. Monica Capuani, Elliot, 2013 
 trad. Massimo De Pascale, EIR, 2013; poi Theoria, 2018
- Ida (Ida, 1934)  
 trad. Monica Capuani, Elliot, 2013 
 trad. Massimo De Pascale, EIR, 2013; poi Theoria, 2018 
 trad. Simona Mambrini, Adelphi, 2014 
 trad. Stefania Ricciardi, Mondadori, 2017 
 trad. Maurizio Ferrara, Passigli, 2017
- Domenica (Dimanche, 1934)  
 trad. Maurizio Ferrara e Gennaro Lauro, Passigli, 2013 
 trad. Antonio Castronuovo, Stampa Alternativa, 2013 
 trad. Maurizio Mei, EIR, 2013; poi Theoria, 2018 
 trad. Simona Mambrini, Adelphi, 2014 
 trad. Stefania Ricciardi, Mondadori, 2017
- Giorno d'estate (Jour d'été, 1935)  
 trad. Antonio Castronuovo, Via del Vento, 2009 
 trad. Maurizio Ferrara e Gennaro Lauro, Passigli, 2013 
 trad. Antonio Castronuovo, Stampa Alternativa, 2013 
 trad. Monica Capuani, come Un giorno d'estate, Elliot, 2013 
 trad. Massimo De Pascale, EIR, 2013; poi Theoria, 2018 
 trad. Alessandro Mola, Garzanti, 2021
- L'inizio e la fine (Le Commencement et la Fin, 1935)  
 trad. Antonio Castronuovo, Via del Vento, 2013 
 trad. Maurizio Ferrara e Gennaro Lauro, Passigli, 2013 
 trad. Antonio Castronuovo, Stampa Alternativa, 2013 
 trad. Monica Capuani, Elliot, 2013 
 trad. Massimo De Pascale, come Il principio e la fine, EIR, 2013; poi Theoria, 2018 
 trad. Simona Mambrini, Adelphi, 2014
- Un amore in pericolo (Un amour en danger, 1936)  
 trad. Maurizio Ferrara e Gennaro Lauro, Passigli, 2013 
 trad. Monica Capuani, Elliot, 2013 
 trad. Massimo De Pascale, EIR, 2013; poi Theoria, 2018
- Legami di sangue (Les Liens du sang, 1936)  
 trad. Maurizio Ferrara e Gennaro Lauro, come Vincoli di sangue, Passigli, 2013 
 trad. Monica Capuani, Elliot, 2013 
 trad. Massimo De Pascale, EIR, 2013; poi Theoria, 2018 
 trad. Simona Mambrini, Adelphi, 2014
- Fraternità (Fraternité, 1937)  
 trad. Antonio Castronuovo, Stampa Alternativa, 2013 
 trad. Stefania Ricciardi, Mondadori, 2017 
 trad. Massimo De Pascale, EIR, 2013; poi Theoria, 2018 
 trad. Maurizio Ferrara, Passigli, 2014
- Epilogo (Epilogue, 1937)  
 trad. Maurizio Ferrara e Gennaro Lauro, Passigli, 2013 
 trad. Massimo De Pascale, EIR, 2013; poi Theoria, 2018
- Nascita di una rivoluzione (Naissance d'une révolution, 1938)  
 trad. Monica Capuani, Castelvecchi, 2012 
 trad. Maurizio Ferrara, Passigli, 2014
- Magia (Magie, 1938)  
 trad. Monica Capuani, Castelvecchi, 2012 
 trad. Marina Di Leo, Adelphi, 2013 
 trad. Massimo De Pascale, EIR, 2013; poi Theoria, 2018 
 trad. Maurizio Ferrara, Passigli, 2014
- Siamo stati felici (Nous avons été heureux, 1938)  
 trad. Maurizio Ferrara e Gennaro Lauro, Passigli, 2013 
 trad. Massimo De Pascale, EIR, 2013; poi Theoria, 2018
- Speranze (Espoirs, 1938)  
 trad. Massimo De Pascale, EIR, 2013; poi Theoria, 2018 
 trad. Maurizio Ferrara, Passigli, 2014
- La confidenza (La Confidence, 1938)  
 trad. Antonio Castronuovo, Via del Vento, 2013 
 trad. Massimo De Pascale, EIR, 2013; poi Theoria, 2018 
 trad. Simona Mambrini, Adelphi, 2014 
 trad. Maurizio Ferrara, Passigli, 2014
- La moglie di don Giovanni (La Femme de Don Juan, 1938)  
 trad. Massimo De Pascale, EIR, 2013; poi Theoria, 2018 
 trad. Maurizio Ferrara, Passigli, 2014 
 trad. Laura Frausin Guarino, Adelphi, 2006 
 trad. Stefania Ricciardi, Mondadori, 2017
- Notte in treno (La Nuit en wagon, 1939)  
 trad. Antonio Castronuovo, Via del Vento, 2011; poi Stampa Alternativa, 2013 
 trad. Massimo De Pascale, EIR, 2013; poi Theoria, 2018 
 trad. Maurizio Ferrara, come La notte in vagone, Passigli, 2014
- Come grandi bambini (Comme de grands enfants, 1939)  
 trad. Maurizio Ferrara e Gennaro Lauro, Passigli, 2013 
 trad. Massimo De Pascale, EIR, 2013; poi Theoria, 2018
- Emilie Plater (Emilie Plater, 1939)  
 trad. Monica Capuani, Castelvecchi, 2012 
 trad. Massimo De Pascale, come Emilia Plater, EIR, 2013; poi Theoria, 2018 
 trad. Maurizio Ferrara, Passigli, 2014
- Lo spettatore (Le Spectateur, 1939)  
 trad. Antonio Castronuovo, Stampa Alternativa, 2013 
 trad. Massimo De Pascale, EIR, 2013; poi Theoria, 2018 
 trad. Maurizio Ferrara, Passigli, 2014
- A causa delle circostanze (En raison des circonstances, 2009, scritto 1940)  
 trad. Marina Di Leo, Adelphi, 2013 
 trad. Massimo De Pascale, EIR, 2013; poi Theoria, 2018 
 trad. Maurizio Ferrara, Passigli, 2014
- Aino (Aïno, 1940)  
 trad. Alberto Gabrieli, EIR, 2013; poi Theoria, 2018 
 trad. Maurizio Ferrara, Passigli, 2014 
 trad. Stefania Ricciardi, Mondadori, 2017
- Sortilegio (Le Sortilège, 1940)  
 trad. Maurizio Ferrara e Gennaro Lauro, Passigli, 2013 
 trad. Alberto Gabrieli, come Il sortilegio, EIR, 2013; poi Theoria, 2018
- … e lo amo ancora (... et je l'aime encore, 1940)  
 trad. Maurizio Ferrara e Gennaro Lauro, Passigli, 2013 
 trad. Antonio Castronuovo, come …E io l'amo ancora, Stampa Alternativa, 2013 
 trad. Alberto Gabrieli, come … e l'amo ancora, EIR, 2013; poi Theoria, 2018
- La partenza per la festa (Le Départ pour la fête, 1940)  
 trad. Maurizio Ferrara e Gennaro Lauro, Passigli, 2013 
 trad. Antonio Castronuovo, Stampa Alternativa, 2013 
 trad. Alberto Gabrieli, EIR, 2013; poi Theoria, 2018 
 trad. Simona Mambrini, Adelphi, 2014
- L'altra ragazza (L'autre jeune fille, 1940)  
 trad. Maurizio Ferrara e Gennaro Lauro, Passigli, 2013 
 trad. Alberto Gabrieli, EIR, 2013; poi Theoria, 2018
- Il signor Rose (Monsieur Rose, 1940)  
 trad. Alberto Gabrieli, EIR, 2013; poi Theoria, 2018 
 trad. Maurizio Ferrara, Passigli, 2014 
 trad. Stefania Ricciardi, Mondadori, 2017
- Le carte (Les cartes, 2009, scritto 1940)  
 trad. Marina Di Leo, Adelphi, 2013 
 trad. Alberto Gabrieli, EIR, 2013; poi Theoria, 2018 
 trad. Maurizio Ferrara, Passigli, 2014
- La paura (La peur, 2009, scritto 1940)  
 trad. Marina Di Leo, Adelphi, 2013 
 trad. Alberto Gabrieli, EIR, 2013; poi Theoria, 2018 
 trad. Maurizio Ferrara, Passigli, 2014
- Destini (Destinées, 1940)  
 trad. Antonio Castronuovo, Stampa Alternativa, 2013 
 trad. Alberto Gabrieli, EIR, 2013; poi Theoria, 2018 
 trad. Maurizio Ferrara, Passigli, 2014
- La confidente (La Confidente, 1941)  
 trad. Maurizio Ferrara e Gennaro Lauro, Passigli, 2013 
 trad. Alberto Gabrieli, EIR, 2013; poi Theoria, 2018 
 trad. Simona Mambrini, Adelphi, 2014 
 trad. Antonio Castronuovo, La scuola di Pitagora, 2018
- La sconosciuta (L'inconnue, 2009, scritto 1941?)  
 trad. Marina Di Leo, Adelphi, 2013 
 trad. Alberto Gabrieli, EIR, 2013; poi Theoria, 2018 
 trad. Maurizio Ferrara, Passigli, 2014
- Il galantuomo (L'Honnête homme, 1941)  
 trad. Maurizio Ferrara e Gennaro Lauro, Passigli, 2013 
 trad. Alberto Gabrieli, EIR, 2013; poi Theoria, 2018
- Lo sconosciuto (L'Inconnu, 1941)  
 trad. Maurizio Ferrara e Gennaro Lauro, Passigli, 2013 
 trad. Antonio Castronuovo, Stampa Alternativa, 2013 
 trad. Alberto Gabrieli, EIR, 2013; poi Theoria, 2018 
 trad. Giovanni Ibba, EDB, 2017
- I fantasmi (Les Revenants, 1941)  
 trad. Marina Di Leo, Adelphi, 2013 
 trad. Maurizio Ferrara e Gennaro Lauro, come Gli spettri, Passigli, 2013 
 trad. Alberto Gabrieli, come Gli spettri, EIR, 2013; poi Theoria, 2018
- L'Orchessa (L'Ogresse, 1941)  
 trad. Maurizio Ferrara e Gennaro Lauro, Passigli, 2013 
 trad. Alberto Gabrieli, come L'orchessa, EIR, 2013; poi Theoria, 2018 
 trad. Simona Mambrini, Adelphi, 2014 
 trad. Stefania Ricciardi, Mondadori, 2017
- Quella sera (Ce soir-là, 2011, scritto 1942)  
 trad. Alberto Gabrieli, EIR, 2013; poi Theoria, 2018 
 trad. Maurizio Ferrara, come Quella sera…, Passigli, 2014
- La ladra (La voleuse, 2009, scritto 1942)  
 trad. Marina Di Leo, Adelphi, 2013 
 trad. Alberto Gabrieli, EIR, 2013; poi Theoria, 2018 
 trad. Maurizio Ferrara, Passigli, 2014
- L'amico e la moglie (L'ami et la femme, 2009, scritto 1942)  
 trad. Marina Di Leo, Adelphi, 2013 
 trad. Alberto Gabrieli, EIR, 2013; poi Theoria, 2018 
 trad. Maurizio Ferrara, Passigli, 2014 
 trad. Antonio Castronuovo, La scuola di Pitagora, 2018
- L'incendio (L'Incendie, 1942)  
 trad. Maurizio Ferrara e Gennaro Lauro, Passigli, 2013 
 trad. Antonio Castronuovo, Stampa Alternativa, 2013 
 trad. Alberto Gabrieli, EIR, 2013; poi Theoria, 2018
- La Grand Allée (La Grande Allée, 2009, scritto 1942)  
 trad. Marina Di Leo, Adelphi, 2013 
 trad. Alberto Gabrieli, come Il Grande Viale, EIR, 2013; poi Theoria, 2018 
 trad. Maurizio Ferrara, come La Grande Allée, Passigli, 2014
- Le vergini (Les vierges, 1942)  
 trad. Marina Di Leo, Adelphi, 2013 
 trad. Maurizio Ferrara e Gennaro Lauro, Passigli, 2013 
 trad. Antonio Castronuovo, Stampa Alternativa, 2013 
 trad. Alberto Gabrieli, EIR, 2013; poi Theoria, 2018 
 trad. Stefania Ricciardi, Mondadori, 2017
- Un bel matrimonio (Un Beau mariage, post. 1943, scritto 1942)  
 trad. Alberto Gabrieli, EIR, 2013; poi Theoria, 2018 
 trad. Maurizio Ferrara, Passigli, 2014 
 trad. Antonio Castronuovo, La scuola di Pitagora, 2018

### Altro
- Scritti sul teatro (recensioni teatrali apparse nel 1934 sul quotidiano francese “Aujourd'hui”)  
 trad. Marta Albertella, Il melangolo, 2015
- La vita di Cechov (La Vie de Tchekhov, post. 1946, scritto 1940)  
 trad. Monica Capuani, Castelvecchi, 2012

### Raccolte
- La sinfonia di Parigi e altri racconti, Roma, Elliot, 2012  
 contiene La sinfonia di Parigi, Natale e Carnevale a Nizza
- Nascita di una rivoluzione, Roma, Castelvecchi, 2012  
 contiene Nascita di una rivoluzione, Magia e Emilie Plater
- Film parlato e altri racconti, a cura e con un saggio di Olivier Philipponat, trad. di Marina Di Leo, Milano, Adelphi, 2013  
 contiene Film parlato, Eco, Magia, A causa delle circostanze, Le carte, La paura, La sconosciuta, La ladra, I fantasmi, L'amico e la moglie, La Grand Allée e Le vergini
- Siamo stati felici, Bagno a Ripoli, Passigli, 2013  
 contiene Un pranzo in settembre, Le sponde felici, Un amore in pericolo, Epilogo, Siamo stati felici, Come grandi bambini, … e lo amo ancora, Gli spettri e Le vergini
- Giorno d'estate, Bagno a Ripoli, Passigli, 2013  
 contiene Natività, Domenica, Giorno d’estate, L'inizio e la fine e Vincoli di sangue
- Sortilegio, Bagno a Ripoli, Passigli, 2013  
 contiene Eco, Sortilegio, La partenza per la festa, L'altra ragazza, La confidente, Il galantuomo, Lo sconosciuto, L'Orchessa e L'incendio
- L'incendio e altri racconti, Roma, Stampa Alternativa, 2013  
 contiene Un pranzo a settembre, Natività, Domenica, Giorno d'estate, L'inizio e la fine, Fraternità, Notte in treno, Lo spettatore, Il sortilegio, …E io l'amo ancora, La partenza per la festa, Destini, Lo sconosciuto, L'incendio e Le vergini
- Un amore in pericolo, Roma, Elliot, 2013  
 contiene Un giorno d'estate, Un amore in pericolo e L'inizio e la fine
- La commedia borghese, Roma, Elliot, 2013  
 contiene I fumi del vino, Film parlato, Ida, La commedia borghese
- Tutti i racconti (1921-1934), Roma, EIR, 2013; poi in Tutti i racconti (1921-1937), Theoria, 2018  
 contiene Nonoche dalla chiaroveggente, Nonoche al Louvre, Nonoche in vacanza, Nonoche al cinema, La Njanja, Un pranzo in settembre, Natività, Domenica, Eco, Rive felici, I fumi del vino, Film parlato, Ida e La commedia borghese
- Tutti i racconti (1935-1939), Roma, EIR, 2013; poi in Tutti i racconti (1921-1937) e in Tutti i racconti (1938-1942), Theoria, 2018  
 contiene Giorno d'estate, Il principio e la fine, Un amore in pericolo, Legami di sangue, Fraternità, Epilogo, Magia, Siamo stati felici, Speranze, La confidenza, La moglie di Don Giovanni, Notte in treno, Come dei bambini grandi, A causa delle circostanze, Emilia Plater e Lo spettatore
- Tutti i racconti (1940-1942), Roma, EIR, 2013; poi in Tutti i racconti (1938-1942), Theoria, 2018  
 contiene Aino, Il sortilegio, … e l'amo ancora, La partenza per la festa, L’altra ragazza, Il signor Rose, La paura, Le carte, Destini, La confidente, La sconosciuta, Il galantuomo, Lo sconosciuto, Gli spettri, L'orchessa, Quella sera, L'amico e la moglie, La ladra, L'incendio, Il Grande Viale, Le vergini e Un bel matrimonio
- I capolavori, Roma, Newton Compton, 2013  
 contiene Il malinteso, Il ballo, David Golder, Come le mosche d'autunno, Il vino della solitudine, Jezabel, La preda, Il calore del sangue, Il signore delle anime, Due, I cani e i lupi, I fuochi dell'autunno, I doni della vita e Suite francese
- L'Orchessa e altri racconti, trad. di Simona Mambrini, Milano, Adelphi, 2014  
 contiene La commedia borghese, Ida, Domenica, L'inizio e la fine, Legami di sangue, La confidenza, La partenza per la festa, La confidente e L'Orchessa
- Speranze e destini, Bagno a Ripoli, Passigli, 2014  
 contiene Fraternità, Nascita di una rivoluzione, Magia, Speranze, La confidenza, La notte in vagone, Lo spettatore, Aino, Il signor Rose e Destini
- La sconosciuta, Bagno a Ripoli, Passigli, 2014  
 contiene La Niania, La moglie di don Giovanni, A causa delle circostanze, Emilie Plater, La paura, Le carte, La sconosciuta, Quella sera…, L'amico e la moglie, La ladra, La Grande Allée e Un bel matrimonio
- Nonoche. Dialoghi comici, Roma, Elliot, 2017  
 contiene Nonoche dalla chiaroveggente, Nonoche al Louvre, Nonoche in vacanza e Nonoche al cinema
- Il ballo e altri racconti, Milano, Mondadori, 2017  
 contiene Il ballo, Ida, Domenica, Le sponde felici, Fraternità, La moglie di don Giovanni, Aino, Il signor Rose, L'Orchessa e Le vergini
- Storie di coppia, Napoli, La scuola di Pitagora, 2018  
 contiene La confidente, Un bel matrimonio e L'amico e la moglie
- La sinfonia di Parigi, Milano, Garzanti, 2021  
 contiene La sinfonia di Parigi, Nonoche al Louvre e Giorno d'estate
- Natale a Parigi, Milano, Garzanti, 2021  
 contiene Natale a Parigi e Il carnevale di Nizza
- Il Carnevale di Nizza e altri racconti, trad. e cura di Teresa Lussone, Milano, Adelphi, 2025, ISBN 978-88-459-3838-2. [contiene 17 testi]